# アクシデントマン
『アクシデントマン』（原題: Accident Man）は、2018年に製作された米国、英国の映画。パット・ミルズとトニー・スキナーによるコミックを元に作られた。スコット・アドキンスやマイケル・ジェイ・ホワイト、レイ・パーク、エイミー・ジョンストンらによるアクションシーンが高く評価された。2022年には続編のアクシデントマン:ヒットマンズホリデーが制作された。

## ストーリー
マイク・ファロンは殺人を事故に見せかける凄腕の暗殺者。引退した元殺し屋のビッグ・レイが経営するパブの常連である彼の仲間には退役軍人のミックとマックのコンビ、女ヒットマンのジェーン、斧男クリフ、新型の兵器を開発する武器屋のフレッドなどがいる。ある日、マイクは報酬の受け取り場所で命を狙われる。さらに元恋人のベスが強盗に殺されてしまう。ベスはマイクの子供を身籠っていた。マイクはベスの殺害はプロの犯行で、手口がミックとマックのものと似通っていることを見抜く。

## キャスト
| 役名                   | 俳優                       | 日本語吹替   |
| ---------------------- | -------------------------- | ------------ |
| マイク・ファロン       | スコット・アドキンス       | 土田大       |
| ビッグ・レイ           | レイ・スティーヴンソン     | 東和良       |
| チャーリー・アダムズ   | アシュリー・グリーン       | 渡辺ゆかり   |
| ミルトン               | デヴィッド・ペイマー       | 白熊寛嗣     |
| ミック                 | マイケル・ジェイ・ホワイト | 辻井健吾     |
| マック                 | レイ・パーク               | 岡井カツノリ |
| ジェーン               | エイミ－・ジョンストン     | 高宮彩織     |
| クリフ                 | ロス・オヘネシー           | 佐久間元輝   |
| フィニッキー・フレッド | ペリー・ベンソン           |              |
| レナード・ケント       | ニック・モラン             |              |